# Ivanice
Ivanice este o comună slovacă, aflată în districtul Rimavská Sobota din regiunea Banská Bystrica. Localitatea se află la altitudinea de 168 m deasupra n.m., se întinde pe o suprafață de 5,6 km2 și în 2017 număra 293 de locuitori. Se învecinează cu Chanava și Zádor.

## Istoric
Localitatea Ivanice este atestată documentar din 1245.

## Demografie
| An:                | 1994 | 2004   | 2014    | 2024   |
| ------------------ | ---- | ------ | ------- | ------ |
| Număr de persoane: | 185  | 203    | 246     | 248    |
| Diferență:         |      | +9,72% | +21,18% | +0,81% |

| An:                | 2023 | 2024   |
| ------------------ | ---- | ------ |
| Număr de persoane: | 243  | 248    |
| Diferență:         |      | +2,05% |